# Box Car Racer
Box Car Racer var ett musikprojekt av Blink-182-medlemmarna Tom DeLonge (sångare, gitarrist, textskrivare, nu i Angels and Airwaves ) och Travis Barker (trummor, spelar nu i Blink 182 & The Transplants). Tom rekryterade sin barndomskamrat David Kennedy (gitarr, som även han spelar i Angels and Airwaves). Anthony Celestino (bas) turnerade med dem på deras enda världsturné och medverkade även i deras två musikvideor There Is och I Feel So. Dock var han inte med och spelade basen på skivan, det skötte Tom DeLonge.
På Box Car Racers självbetitlade skiva medverkar Mark Hoppus på låten "Elevator", Jordan Pundik från New Found Glory och Tim Armstrong från Rancid medverkar på "Cat Like Theif".
Namnet Box Car Racer fick bandet från ett flygplan (av modellen B-29) som släppte den andra atombomben över Nagasaki under andra världskriget. Planet hette egentligen Bockscar.

## Medlemmar
Originalmedlemmar
- Tom DeLonge – sång, rytmgitarr, basgitarr
- David Kennedy – sologitarr
- Travis Barker – trummor, slagverk, keyboard, piano

Turnerande medlem
- Anthony Celestino – basgitarr

Bildgalleri

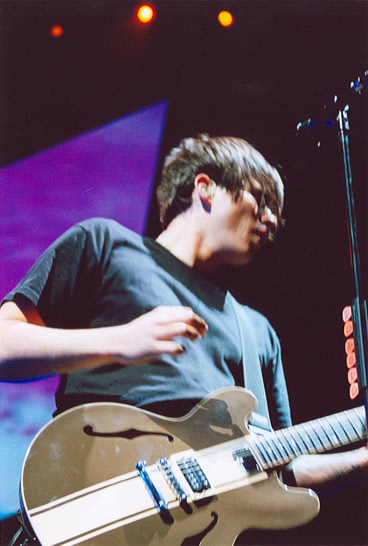
Tom DeLonge
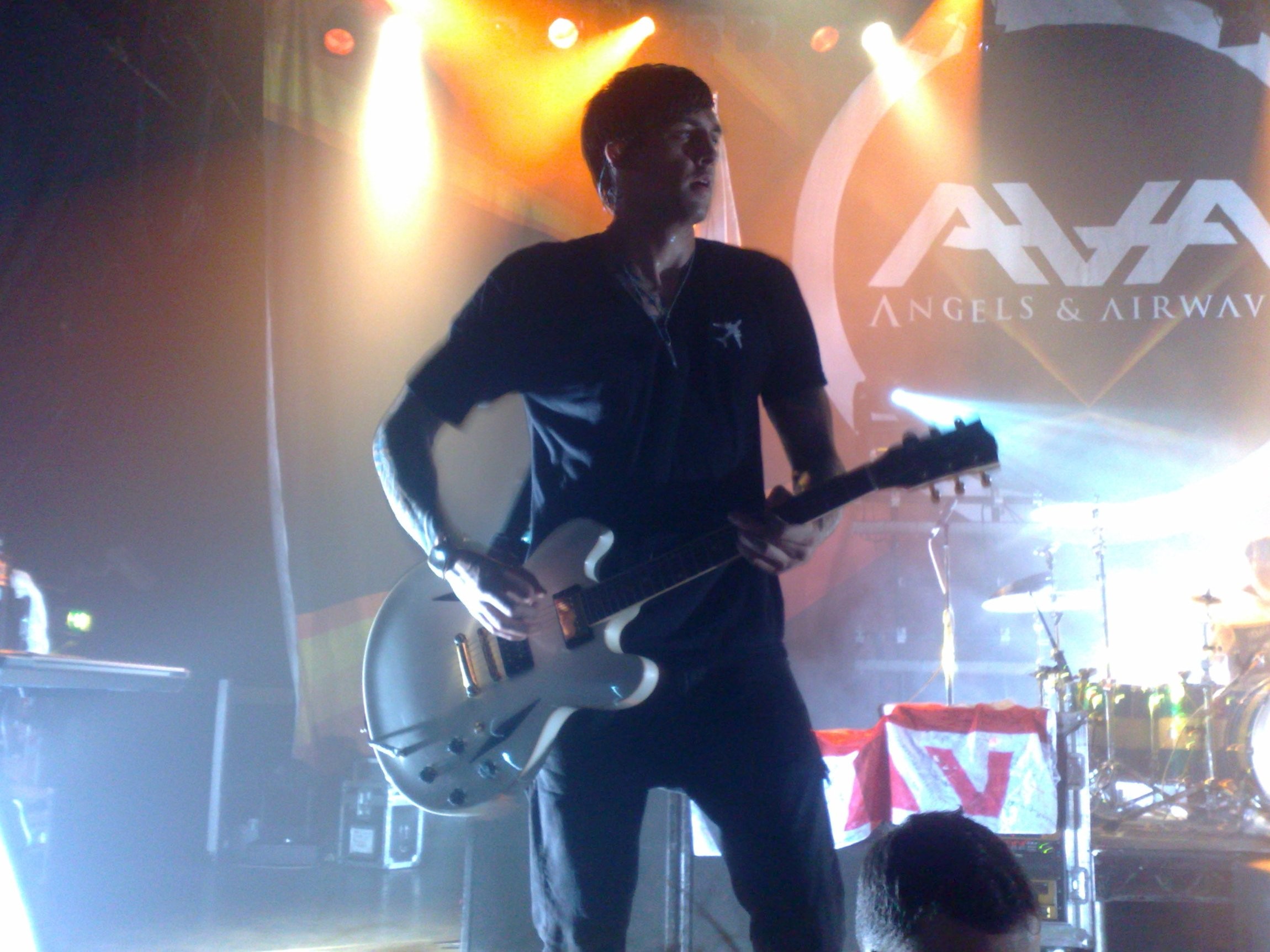
David Kennedy
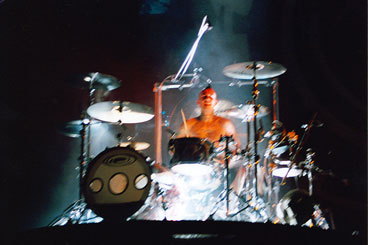
Travis Barker

## Diskografi
Studioalbum
- 2002 – Box Car Racer (#12 på Billboard 200)

Singlar
- 2002 – I Feel So (#120 på Billboard Hot 100, #8 på Billboard Alternative Songs)
- 2003 – There Is (#32 på Billboard Alternative Songs)

Samlingsalbum
- 2002 – Box Car Racer / Cheshire Cat (Box Car Racer & Blink-182)